# セイジョー
セイジョーは、ドラッグストアチェーンを展開する株式会社ココカラファインヘルスケアが関東地方及び静岡県に展開する店舗ブランドの一つである。

## 展開店舗
- セイジョー
- くすりセイジョー
- ヘルスケアストアセイジョー - 美と健康の専門大型店（都市型店舗）
- デイリーケアセイジョー
- セイジョー薬局 - 調剤薬局専門店
- セイジョー生活救急車 - 生活トラブルの解決。ジャパンベストレスキューシステム株式会社と業務提携。
- オレオス - 女性専用ミニフィットネスクラブ
- メディカルフィットネスオレオス - メタボリック症候群対策フィットネスクラブ

## 沿革
- 1951年（昭和26年）12月 - 有限会社成城薬局を設立し、創業。
- 1966年（昭和41年）12月 - 株式会社成城薬局に組織変更。
- 1969年（昭和44年）5月 - 商号を株式会社セイジョーに変更。
- 1979年（昭和54年）8月 - 年間売上高10億円を達成。
- 1987年（昭和62年）8月 - 年間売上高50億円を達成。
- 1990年（平成2年）9月 - 年間売上高100億円を達成。
- 1995年（平成7年）2月24日 - 店頭公開。
- 1997年（平成9年）1月 - 株式会社コクミンと業務提携。
- 2000年（平成12年）
  - 1月 - 株式会社千葉薬品を完全子会社化。
  - 6月 - 子会社である千葉薬品を吸収合併。
  - 9月20日 - 東京証券取引所市場第二部に上場。
- 2001年（平成13年）9月3日 - 東京証券取引所市場第一部に上場。
- 2002年（平成14年）
  - 8月 - 株式会社ドラッグストアー・アイを完全子会社化。
  - 10月 - 子会社であるドラッグストアー・アイを吸収合併。
  - 12月 - 株式会社クスリのオオハシから、静岡市内の店舗を営業譲受。
- 2006年（平成18年）
  - 5月 - 本社を東京都府中市美好町に移転。
  - 10月 - 清瀬市に本社を置く株式会社シブヤ薬局の全株式を取得し、完全子会社化。
- 2007年（平成19年）2月1日 - 子会社であるシブヤ薬局を吸収合併。
- 2008年（平成20年）
  - 3月26日 - 東京証券取引所市場第一部上場廃止。
  - 4月1日 - 株式移転により持株会社・株式会社ココカラファインホールディングス（現・ココカラファイングループ）を設立し、セガミメディクスと経営統合。
- 2010年（平成22年）
  - 9月1日 - 株式会社いわいのドラッグストア・調剤事業を譲受
  - 10月 - 本社を横浜市港北区新横浜へ移転。
- 2011年（平成23年）6月24日 - 「セイジョーフィール旭川店（北海道旭川市）」を開店し、北海道に進出。
- 2012年（平成24年）
  - 2月1日 - 子会社のタカラケア株式会社の全株式を親会社のココカラファインへ譲渡（タカラケアは株式会社ファインケアに商号変更）。
  - 4月1日 - 
    - ライフサポート部で行っていた介護事業を吸収分割によりファインケアへ譲渡。
    - インターネットショップ事業をココカラファイン（現・ココカラファイングループ）へ移管。4月18日に同社運営のネットショップ「ココカラファイン.ネット」の開設に伴い、「セイジョーe-shop」は「ココカラファイン.ネット - セイジョー店」にリニューアルする（2013年4月1日付で「ココカラファイン.ネット」に統合し、運営を株式会社ココカラファインOECへ移管。その後、2016年10月1日の吸収合併に伴い、ココカラファインヘルスケアの運営となる）。

  - 9月1日 - 埼玉県日高市に本社をもち、同県および東京都に13店舗を展開する同業のABCドラッグから事業譲渡を受ける[1]。
- 2013年（平成25年）4月1日 - グループ内の販売子会社再編に伴い、セガミメディクスへ吸収合併され解散（セガミメディクスは合併に伴いココカラファインヘルスケアに商号変更）[2]。

## 店舗数
2022年5月時点で「セイジョー」・「セイジョー薬局」で展開する店舗は95店舗ある。（派生業態の「デイリーケアセイジョー」、「ビーケアセイジョー」を含む）
なお、ココカラファインヘルスケアへの統合以降は、「セイジョー」を含めた旧屋号での新規出店が行われないうえに、既存店舗の一部は改装などのタイミングで「ココカラファイン」に屋号を変更した店舗もあり店舗数は減少している。この影響により、北海道・栃木県・山梨県・長野県・愛知県は統合直後に存在していた「セイジョー」店舗が無くなっている。
- 関東地方（埼玉県19、千葉県1、群馬県1、東京都37、神奈川県23、茨城県1）
  - うち、調剤専門の「セイジョー薬局」は8店舗（埼玉県3、東京都3、神奈川県2）
- 東海地方（静岡県13）

なお、群馬県のセイジョー高崎高関店はココカラファインヘルスケア内で唯一出店している店舗である。